# Cor van der Lugt Melsert
Cornelis Dirk van der Lugt Melsert (Rotterdam, 4 juli 1882 - Den Haag, 16 augustus 1969) was een Nederlands acteur en toneelleider.

## Levensloop
Hij debuteerde op 9-jarige leeftijd bij de Nederlandsche Tooneelvereeniging. Destijds woonde hij bij zijn oudere zus Wilhelmina van der Horst-van der Lugt Melsert en zwager Adriaan van der Horst. In 1902 behaalde hij het diploma van de Amsterdamse Toneelschool. Hij speelde daarna in onder meer Op hoop van zegen van Herman Heijermans.
Op 15 september 1919 (na een eerder huwelijk met Judith Drabbe) trouwde hij met de actrice Annie van Ees. Tussen 1923 en 1938 had hij de leiding van het  Vereenigd Rotterdamsch-Hofstad Tooneel. In 1938 werd Van der Lugt Melsert leider van de NV Het Nederlandsch Tooneel in Amsterdam. Met ingang van het seizoen '41-'42 ging dat gezelschap op in het Gemeentelijk Theaterbedrijf Amsterdam (GTA). Cor van der Lugt werd 'intendant' van de afdeling Theater van het GTA. Hij werd in 1944 opgevolgd door Ben Royaards. 
Na de Tweede Wereldoorlog werd hij door een ereraad aanvankelijk tot twee, later tot één jaar schorsing veroordeeld. Hem werd ten laste gelegd dat hij zonder voorafgaand overleg met zijn spelers en de vertrouwensmannen van het kunstenaarsverzet, in 1942 de Amsterdamse burgemeester Voûte op de hoogte had gebracht van het plan van de toneelspelers om te weigeren lid van de zogenaamde Kulturkammer te worden, én omdat hij zijn medewerkers dringend geadviseerd had van die weigering af te zien. Na de oorlog legde hij zich onder meer toe op het schrijven van theaterrecensies in Elseviers Weekblad. In 1949 verscheen het boek Wat ik nog even zeggen wou waarin hij zijn memoires schreef. Eerder, in 1922, hadden Eduard Veterman en zijn zwager Jan van Ees een monografie gepubliceerd over hem en zijn theaterwerk. 
Cor van der Lugt Melsert stierf op 87-jarige leeftijd in Den Haag. Annie van Ees overleefde hem één jaar.

## Waardering

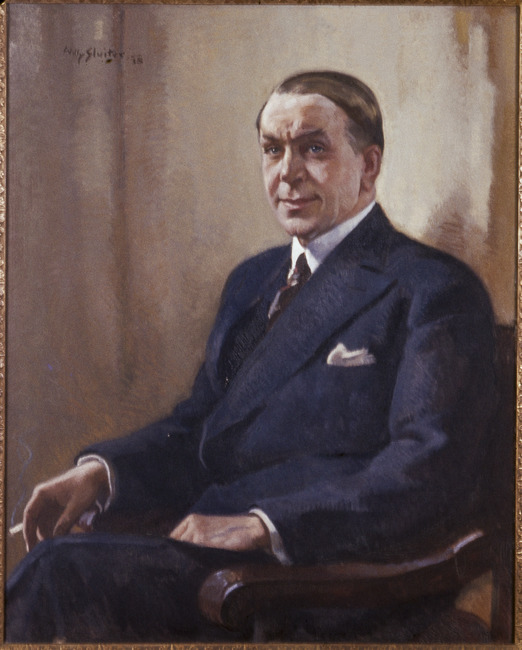
Van der Lugt Melsert (portret door Willy Sluiter)

Cornelis Dirk van der Lugt Melsert is van belang geweest voor het Nederlands toneel. Veel acteurs en actrices waren bij hem begonnen met spelen. Zo gaf hij Joop Doderer een kans, nadat deze was afgewezen voor een opleiding aan de toneelschool. Hij was een voorstander van verinnerlijkt, rustig spel. De acteur moest volgens hem als het ware vergeten dat hij aan het toneelspelen was.
Als toneelregisseur bracht hij onder meer de volgende stukken op de planken: Lente (Frühlings Erwachen) van Wedekind, De witte ziekte van Čapek, Boefje van M.J. Brusse, Julius Caesar, Wilhelm Tell, Don Carlos. 
Enkele rollen die hij zelf heeft gespeeld:
- 'Prins Spiridio' (Multatuli: Vorstenschool)
- 'Armand Duval' (Dumas: Marguerite Gauthier (La Dame aux Camélias)
- 'Napoleon' (Sardou: Madame Sans-Gêne)
- 'Dr. Rank' (Ibsen: Nora)
- 'Koning Magnus' (Shaw: De keizer van Amerika)
- 'Wilhelm Tell' (Schiller: Wilhelm Tell)
- 'Dr. Larsen' (Heijermans: Het kind)
- 'Clausen' (Gerhart Hauptmann: Voor zonsondergang)
- 'Joris Kuiper, kapitein' (Jan de Hartog: Schipper naast God)

- Biografisch Portaal: 25717832
- Digitale Bibliotheek voor de Nederlandse Letteren: lugt005
- International Standard Name Identifier: 0000 0003 9256 1464
- Nederlandse Thesaurus van Auteursnamen: 069920567
- Virtual International Authority File: 286629802
- WorldCat: E39PBJgmMVqTTc7TwCfrGhkRrq